# 南阳镇 (耒阳市)
南阳镇，是中华人民共和国湖南省衡陽市耒阳市下辖的一个乡镇级行政单位。

## 行政区划
南阳镇下辖以下地区：
南阳镇社区、淝江社区、南阳村、金星村、高塘湖村、排山村、盐沙村、仁里村、石岭村、新胜村、三鹿村、石桥村、田心村、壕塘村、木桥村、天门村、界石村、繁荣村、星子村、朱子村、高岭村、堰乡村、金荣村、淝江村、樟木村和南阳煤矿社区。